# Cases Rocamora
Le Cases Rocamora sono un complesso architettonico modernista che si trova a Barcellona tra il Passeig de Gràcia e Carrer de Casp, vicino alla Plaça de Catalunya.

## Descrizione
Le Case Rocamora sono un complesso di tre edifici adiacenti costruiti tra il 1914 e il 1917 dai fratelli Josep e Bonaventura Bassegoda.
Il piano terra è occupato da esercizi commerciali mentre i cinque piani dell'edificio sono residenziali. Le case hanno ingressi indipendenti ma sono unite in modo uniforme attraverso una facciata monumentale che ripete lo stesso modulo costituito dalle tribune e dal coronamento delle cupole sul tetto, a parte una torre a pianta circolare posta al vertice di un angolo del complesso architettonico.
Le Case Rocamora sono considerate il più grande complesso residenziale del Passeig de Gràcia e si distinguono per lo stile neogotico con dettagli modernisti d'ispirazione francese, forse dovuto agli anni che Antoni Rocamora trascorse in Francia, prima di ereditare l'attività manifatturiera del padre e trasformarla nell'industria del sapone più potente di Spagna.